# Antonio Carpaccio

Saggio sopra il commercio, 1805 (Fondazione Mansutti, Milano).

Antonio Carpaccio (Capodistria, 1743 – 1817) è stato uno storico italiano.

## Biografia
Nativo di Capodistria, nel 1805 lasciò Trieste per Vienna, quando la pace di Presburgo assegnò l'Istria a Napoleone. Da questa esperienza pubblicò il libro Il cittadino di Vienna, tradotto anche in lingua tedesca. Molti suoi scritti sono pubblicati con lo pseudonimo di Carippo Megalense, nome utilizzato anche come socio dell'Accademia dell'Arcadia. Nel suo Saggio sopra il commercio in generale con un prospetto storico dell'ingrandimento della città di Trieste del 1805 descrive l'evoluzione economica della città e in particolare il ruolo delle camere di assicurazioni marittime, descritte con notevoli dettagli. L'opera offre una ricostruzione utile ed efficace delle imprese di assicurazione nel porto di Trieste all'inizio del XIX secolo.